# Route départementale 18 (Ardennes)
Pour les articles homonymes, voir Route départementale 18.
La route départementale 18, abrégée en D18, est une route départementale des Ardennes qui relie Acy-Romance près de Rethel à Villers-devant-le-Thour, en passant par Avançon.
Son point de départ est situé dans la commune d'Acy-Romance, au niveau de l'échangeur de l'autoroute A34 situé au sud de Rethel. Elle se termine à l'intersection avec la D966 dans la commune de Villers-devant-le-Thour. La D966 marque la frontière avec le département de l'Aisne, la D18 se poursuit dans le département voisin sous le numéro D24.
La D18 présente un itinéraire plus direct que la D926 qu'elle dédouble entre Rethel et Aire sur l'axe Rethel - Asfeld, cette dernière suivant la vallée de l'Aisne et traversant de nombreuses agglomérations.

## Tracé
- Acy-Romance
- Avançon
- Blanzy-la-Salonnaise
- interruption de la D18 à Aire, tronc commun avec la D926
- Bellevue, commune d'Aire
- Balham
- reprise de la D18 à Balham
- Villers-devant-le-Thour
- frontière avec le département de l'Aisne